# Chlorissa benderi
Chlorissa benderi là một loài bướm đêm trong họ Geometridae.